# Das Lumpenpack

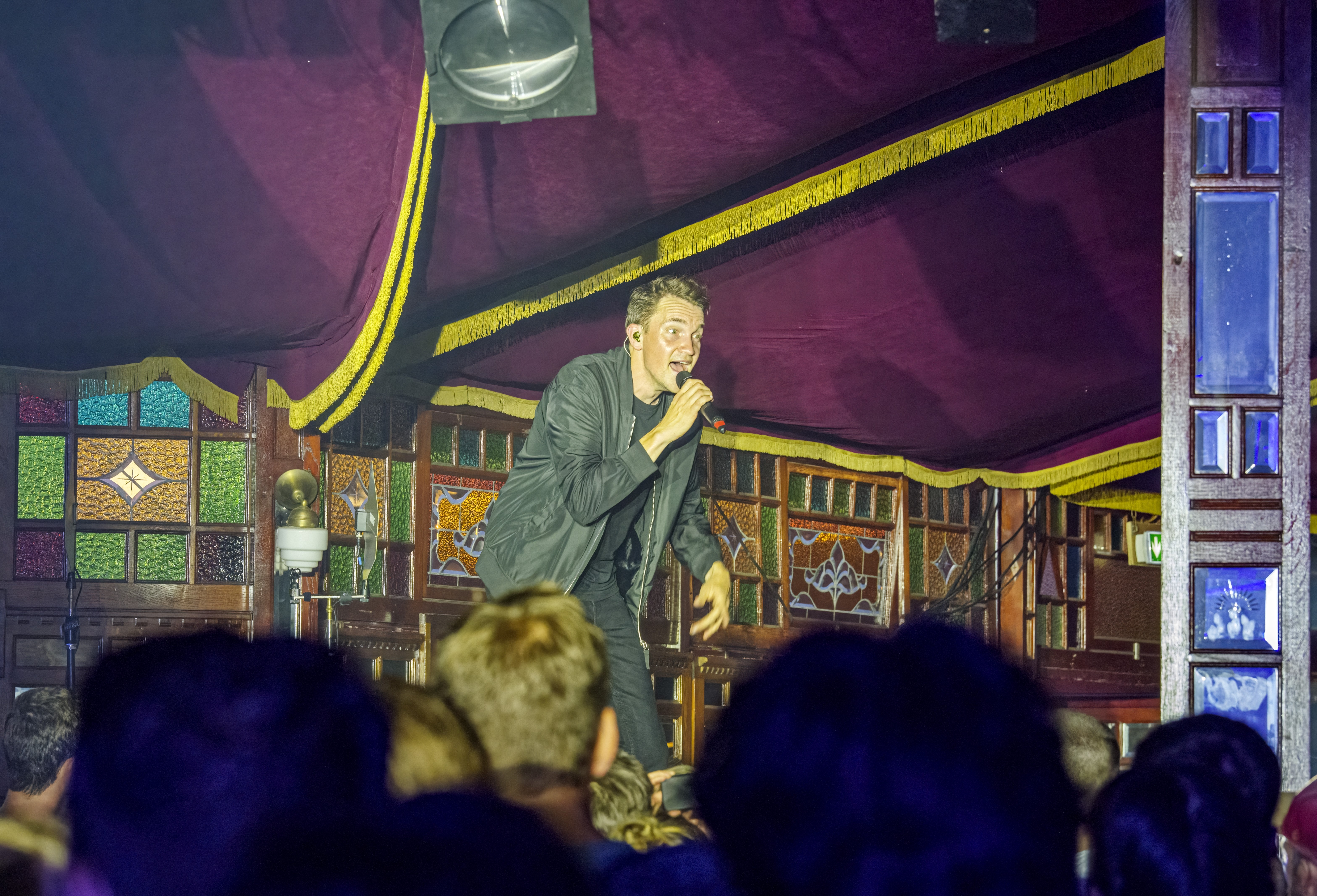
Die Band auf dem Zelt-Musik-Festival 2022 in Freiburg im Breisgau

Das Lumpenpack ist eine deutsche Band, die Musik mit humorvollen Texten spielt. Lange Zeit ein Duo, tritt die Band seit 2020 in fünfköpfiger Besetzung auf.

## Geschichte
Die Bandgründer Maximilian Kennel (* 7. September 1991 in Augsburg) und Jonas Frömming (* 20. Januar 1989 in Kassel). stammen aus der Poetry-Slam-Szene; Kennel gewann zweimal die bayerischen Meisterschaften im Poetry Slam (2012 und 2013), Frömming die rheinland-pfälzischen Landesmeisterschaften 2013. Seit 2012 sind sie gemeinsam als Das Lumpenpack unterwegs, zuerst auf deutschen Poetry-Slam-Bühnen, dann als Singer-Songwriter. Im Dezember 2013 erschien ihre erste CD Steil-geh-LP. Seitdem hatten sie zahlreiche Auftritte auf Comedy-Festivals, in Fernseh- und Radiosendungen und im Rahmen ihrer ausgedehnten Steil-geh-Tour. Ihr zweites, 2015 veröffentlichtes Album trägt den Titel Steil II. Im März 2017 wurden sie die ständige Band in der Fernsehsendung Nightwash. In ihren komödiantischen Liedern verarbeiten sie die Ernüchterung im Alter von Ende Zwanzig, nach der großen Party-Phase des Lebens.
Wohnhaft sind Kennel und Frömming in Stuttgart. Sie haben ihr jeweiliges Studium der Psychologie und des Förderschullehramts für Deutsch und evangelische Theologie abgeschlossen, arbeiten aber nicht in diesen Berufen, sondern leben von ihren Bühnenauftritten. Im Februar 2020 luden sie auf YouTube ein Video hoch, mit dem sie die Berufsgruppe der Pädagogen und Lehrer verspotten.
Am 16. März 2020 spielte Das Lumpenpack ein „Quarantänekonzert“. Bedingt durch abgesagte Konzerte im Zuge der Corona-Pandemie wurde ein Konzert aus dem menschenleeren Gloria-Theater live auf YouTube übertragen. Um das Konzert stattfinden zu lassen, hatte Das Lumpenpack in einer Crowdfunding-Kampagne zu Spenden aufgerufen. Um die notwendigen Ausgaben zu decken, waren 10.000 Euro notwendig. Am 17. März 2020 betrug der Stand 135.000 Euro. Mit dem zusätzlichen Geld sollen Kulturschaffende unterstützt werden, welche meist im Hintergrund tätig sind. Im Rahmen dieses Quarantäne-Konzerts stellten Kennel und Frömming außerdem ihre neue Band vor. Bereits einen Monat vorher hatten sie in den Social Media angekündigt, das Duo-Projekt zu beenden und fortan eine echte Band werden zu wollen. Seitdem wirken Alexandra Eckert (Schlagzeug), Jason Bartsch (Gitarre, Keyboards) und Lola Schrode (Bass) mit. Zudem wurde im gleichen Zeitraum der eigene Fanclub gegründet, der den Namen „Lumpenclub“ trägt.
Ihr siebtes Album "Nie wieder W.A.C.H." veröffentlichte die Band 2024 mit weniger Songs und bezeichnete es deshalb als "Halbum". Darauf erschienen auch erstmals Kollaborationen mit anderen Künstlern. Für die gleichnamige Tour im Frühjahr 2025 drehte Das Lumpenpack zahlreiche Videos, um Werbung zu machen, unter anderem indem Kennel und Frömming Bilder der Band in einer IKEA-Filiale platzierten. Im Zuge der Tour positionierten sie sich angesichts der vorgezogenen Bundestagswahl 2025 deutlich gegen einen Rechtsruck und die AfD.

## Ehrungen und Auszeichnungen
- 2015: Klagenfurter Herkules[14]
- 2015: Krefelder Krähe
- 2016: Publikumspreis „beklatscht und ausgebuht“ beim Prix Pantheon[3]
- 2016: Kleinkunstpreis Baden-Württemberg (Förderpreis)
- 2017: Gewinn des NDR Comedy Contests[15]
- 2017: sPEZIALIST des DESiMO, Publikumspreis
- 2021: Sieger Deutscher Kleinkunstpreis in der Kategorie „Musik“

## Diskografie

### Studioalben
- 2013: Steil-geh-LP (Roof Records)
- 2015: Steil II (Roof Records)
- 2017: Die Zukunft wird groß (Roof Records)
- 2019: Eine herbe Enttäuschung (Roof Records)
- 2021: emotions (Roof Records)
- 2023: Wach (Roof Records)
- 2024: Nie wieder W.A.C.H. (Roof Records)

### Livealben
- 2020: Halbzeit (Roof Records)

### Singles
- 2017: Rockpopcoverband
- 2017: Hochzeit
- 2018: Angel-Simulator 2K10
- 2018: Pferde stehlen
- 2019: Hauch mich mal an
- 2019: Ford Fiesta
- 2019: Kurze Hosen
- 2019: Mein Hass
- 2019: Silvester (Live)
- 2020: Der pure Party-Hitmix (Live)
- 2020: Pädagogen (Live)
- 2020: WZF?!
- 2020: Ein Schlaflied für Aufgewachte
- 2021: HausKindBaum
- 2021: Magst oder stirbst
- 2021: Die Liebe in Zeiten von Amazon Prime
- 2021: Dolce Wohnen
- 2021: Warm im Altenheim
- 2021: Einfache Gefühle
- 2022: Gisela
- 2022: Danke, liebe Leber
- 2022: Kann es sein, dass du dumm bist?
- 2023: Ich kann das alles nicht mehr
- 2023: Songs von Echt
- 2023: Holy Shit
- 2023: Die Nacht
- 2023: Das ist witzig, weil...
- 2024: Ich liebe meine Wut
- 2024: Clubs dieser Stadt
- 2024: Sabine R.
- 2024: Kruppstahl, Baby (mit Adam Angst)
- 2024: WZF?! (2.4 Update) (feat. Alligatoah)
- 2024: Universum